# Tirrena-Adriàtica 2003
La Tirrena-Adriàtica 2003 va ser la 38a edició de la Tirrena-Adriàtica. La cursa estava programada amb set etapes, entre el 13 i el 19 de març de 2003, i un recorregut previst de 1.235 km, però un fort temporal de neu i vent va obligar a suspendre la quarta etapa, deixant el recorregut en 1.081 km i sis etapes.
El vencedor de la cursa fou l'italià Filippo Pozzato (Fassa Bortolo), que s'imposà per tan sols quatre segons al seu compatriota Danilo di Luca (Team Saeco) i per dotze al també italià Ruggero Marzoli (Alessio-Bianchi), segon i tercer respectivament. Pozzato va guanyar gràcies a les bonificacions obtingudes en la darrera etapa en les metes volants.
En les classificacions secundàries Elio Aggiano (Formaggi Pinzolo Fiave) guanyà la muntanya, Paolo Bettini (Quickstep-Davitamon) els punts i l'Alessio fou el millor equip.

## Equips participants
| Núm.  | Codi | Equip                            |
| ----- | ---- | -------------------------------- |
| 1-8   | DVE  | Domina Vacanze-Elitron           |
| 11-18 | ALS  | Alessio                          |
| 21-28 | PAN  | Panaria-Fiordo                   |
| 31-38 | COF  | Cofidis, le Crédit par Téléphone |
| 41-48 | DNC  | De Nardi-Colpack                 |
| 51-58 | FAS  | Fassa Bortolo                    |
| 61-68 | FPF  | Formaggi Pinzolo Fiavè           |
| 71-78 | GST  | Gerolsteiner                     |
| 81-88 | BAN  | iBanesto.com                     |
| 91-98 | LAN  | Landbouwkrediet-Colnago          |

| Núm.    | Codi | Equip                              |
| ------- | ---- | ---------------------------------- |
| 101-108 | LAM  | Lampre                             |
| 111-118 | LOT  | Lotto-Domo                         |
| 121-128 | ONE  | ONCE-Eroski                        |
| 131-138 | PHO  | Phonak Hearing Systems             |
| 141-148 | QSD  | Quick Step-Davitamon               |
| 151-158 | RAB  | Rabobank                           |
| 161-168 | SAE  | Saeco-Longoni Sport                |
| 171-178 | VIN  | Vini Caldirola-Sidermec-Saunier D. |
| 181-188 | CSC  | Team CSC                           |
| 191-198 | TEL  | Team Telekom                       |

## Etapes
| Etapa | Data       | Recorregut                      | Km  | Vencedor d'etapa      | Líder de la general   |
| ----- | ---------- | ------------------------------- | --- | --------------------- | --------------------- |
| 1a    | 13 de març | Sabaudia - Sabaudia             | 178 | Mario Cipollini (ITA) | Mario Cipollini (ITA) |
| 2a    | 14 de març | Sabaudia - Tarquinia            | 213 | Filippo Pozzato (ITA) | Filippo Pozzato (ITA) |
| 3a    | 15 de març | Tarquinia - Foligno             | 168 | Mario Cipollini (ITA) | Paolo Bettini (ITA)   |
| 4a    | 16 de març | Foligno - Ortezzano             | 154 | suspesa               | Paolo Bettini (ITA)   |
| 5a    | 17 de març | Monte San Giusto - Rapagnano    | 181 | Ruggero Marzoli (ITA) | Paolo Bettini (ITA)   |
| 6a    | 18 de març | Teramo - Torricella             | 179 | Danilo di Luca (ITA)  | Danilo di Luca (ITA)  |
| 7a    | 19 de març | S.B del Tronto - S.B del Tronto | 162 | Óscar Freire (ESP)    | Filippo Pozzato (ITA) |

## Classificació general
|    | Ciclista              | Equip           | Temps       |
| -- | --------------------- | --------------- | ----------- |
| 1  | Filippo Pozzato (ITA) | Fassa Bortolo   | 29h 45' 22" |
| 2  | Danilo di Luca (ITA)  | Team Saeco      | + 4"        |
| 3  | Ruggero Marzoli (ITA) | Alessio-Bianchi | + 12"       |
| 4  | Michael Boogerd (NED) | Rabobank        | + 13"       |
| 5  | Paolo Bettini (ITA)   | Quick Step      | + 21"       |
| 6  | Marcus Zberg (SUI)    | Gerolsteiner    | + 21"       |
| 7  | Andreas Kloden (DEU)  | Telekom         | + 22"       |
| 8  | Erik Zabel (DEU)      | Telekom         | + 23"       |
| 9  | Luca Paolini (ITA)    | Quick Step      | + 27"       |
| 10 | Andrea Noè (ITA)      | Alessio-Bianchi | + 33"       |